# Vincenzo Galilei
Vincenzo Galilei (født ca. 1520 i Santa Maria a Monte, død 2. juli 1591 i Firenze) var en italiensk lutenist, musikteoretiker og komponist. Han var far til den store naturvidenskabsmand Galileo Galilei.
Vincenzo Galilei var elev af musikteoretikerne Gioseffo Zarlino og Girolamo Mei. Han arbejdede en stund som lutlærer i Pisa før han slog sig ned for godt i Firenze. Her blev han medlem af Florentiner Camerata, en gruppe som i et forsøg på at genoplive antikke musikforbilleder skabte udgangspunktet for barokmusikkens udvikling. Galilei var måske den første som brugte recitativ i opera siden han var en af de som udviklede monodien, den musikalske stil som er nærmest recitativet. 
Han komponerede to bøger med madrigaler, lutmusik og en større mængde sange til lutakkompagnement. Sangene regnes til hans vigtigste bidrag siden de på mange måder foregreb den tidlige barokstil. 
Nogle af Galileis betydeligste teoretiske bidrag er arbejde omkring konsonans og dissonans, og han gjorde vigtige opdagelser indenfor vibrerende strenges fysik. Mange giver ham æren for at have ledet sønnen Galileo væk fra abstrakt matematik og over mod fysiske eksperimenter med matematisk beskrivelse af resultaterne – en arbejdsmåde blev som blev af største betydning for udviklingen af naturvidenskaberne.

## Hovedværk
Galileo, Vinzeno: Dialogo della musica antica e della moderna, Florenz 1581.

### Noder
- Frit tilgængelige noder af Vincenzo Galilei på Mutopia-projektet

- Frit tilgængelige noder af Vincenzo Galilei i Werner Icking Music Archive (WIMA)
- Frit tilgængelige noder af Vincenzo Galilei i Choral Public Domain Library (ChoralWiki)

1. ↑  Navnet er anført på svensk og stammer fra Wikidata hvor navnet endnu ikke findes på dansk.